# Cal (film 2013)
Cal è un film del 2013 diretto da Christian Martin.
Si tratta del sequel del film Shank.

## Trama
L'adolescente travagliato Cal, trasferitosi in Francia per rifarsi una nuova vita, è costretto a fare ritorno nella nativa Bristol quando sua madre si ammala di cancro e viene ricoverata in ospedale. In una città alle prese con continui disordini a causa della crisi economica, Cal conosce Jason, giovane studente senzatetto che lavora per uno spacciatore, e decide di aiutarlo a cambiare vita.

## Produzione
Il giorno prima delle riprese il regista venne arrestato da una squadra della SWAT per aver maneggiato erroneamente pistole ed armi da fuoco.

## Colonna sonora
Il 15 aprile 2015, il musicista di Bristol Cliff Airey ha pubblicato tre brani dalla colonna sonora di Cal su Bandcamp.